# Jefim Geller
Jefim Petrovič Geller (8. března 1925 Oděsa – 17. listopadu 1998) byl sovětský šachista, mezinárodní mistr od roku 1950 a velmistr od roku 1952. V roce 1955 se dělil o první místo se Smyslovem v přeboru SSSR. V užším zápase ho porazil. V roce 1962 skončil na 2. – 3. místě v turnaji kandidátů.